# Macunolla intorta
Macunolla intorta är en insektsart som beskrevs av Young 1977. Macunolla intorta ingår i släktet Macunolla och familjen dvärgstritar. Inga underarter finns listade i Catalogue of Life.